# Giuliano Presutti
Giuliano Presutti (ou Presciutti ou Persciutti ou Persutti ou Giuliano da Fano), est un peintre italien qui fut actif de 1490 à 1554, soit de la fin du XVe et dans la première moitié du XVIe siècle, principalement dans la région des Marches en Italie.

## Biographie
Benedetto Nucci a été un de ses élèves à Gubbio.
Giuliano Presutti a achevé (1506) le retable de la Vierge et l'Enfant trônant et saints qu'Antonio Solario avait laissé inachevé (sanctuaire San Giuseppe da Copertino, Osimo).

## Œuvres
- Vierge avec l'Enfant et saints (1510), polyptyque, église San Francesco in Monte, Monte San Pietrangeli[3].
- Vierge avec l'Enfant et les saints Bartolomé et Antoine abbé, Pinacoteca Civica, Fermo.
- Dôme de Gubbio :
  - Gloria della Maddalena (1521),
  - Natività di Gesù (1521).